# Mailhac-sur-Benaize
 Mailhac-sur-Benaize  (en occitano Malhac) es una población y comuna francesa, situada en la región de Lemosín, departamento de Alto Vienne, en el distrito de Bellac y cantón de Saint-Sulpice-les-Feuilles.

## Demografía
| 421 | 408 | 412 | 373 | 357 | 314 | 311 |
| Para los censos de 1962 a 1999 la población legal corresponde a la población sin duplicidades (Fuente: INSEE [Consultar]) |     |     |     |     |     |     |